# Dmitri Aleksandrovich Belorukov
Bản mẫu:Eastern Slavic name
Dmitri Aleksandrovich Belorukov (tiếng Nga: Дмитрий Александрович Белоруков; sinh ngày 24 tháng 3 năm 1983) là một cầu thủ bóng đá người Nga. Anh chơi ở vị trí trung vệ cho F.K. Dynamo Moskva.

## Thống kê sự nghiệp

### Câu lạc bộ
Tính đến 10 tháng 12 năm 2017
| Câu lạc bộ                      | Mùa giải             | Giải vô địch                    | Giải vô địch | Giải vô địch | Cúp     | Cúp       | Châu lục | Châu lục  | Khác    | Khác      | Tổng cộng | Tổng cộng |
| Câu lạc bộ                      | Mùa giải             | Hạng đấu                        | Số trận      | Bàn thắng    | Số trận | Bàn thắng | Số trận  | Bàn thắng | Số trận | Bàn thắng | Số trận   | Bàn thắng |
| ------------------------------- | -------------------- | ------------------------------- | ------------ | ------------ | ------- | --------- | -------- | --------- | ------- | --------- | --------- | --------- |
| F.K. Petrotrest Sankt Peterburg | 2002                 | Russian Amateur Football League | –            | –            | –       | –         | –        | –         | –       | –         | –         | –         |
| F.K. Zenit-2 Sankt Peterburg    | 2002                 | PFL                             | 18           | 1            | 0       | 0         | –        | –         | –       | –         | 18        | 1         |
| F.K. Zenit-2 Sankt Peterburg    | 2003                 | PFL                             | 33           | 0            | 1       | 0         | –        | –         | –       | –         | 34        | 0         |
| F.K. Zenit-2 Sankt Peterburg    | Tổng cộng            | Tổng cộng                       | 51           | 1            | 1       | 0         | 0        | 0         | 0       | 0         | 52        | 1         |
| F.K. Anzhi Makhachkala          | 2004                 | FNL                             | 19           | 0            | 1       | 0         | –        | –         | –       | –         | 20        | 0         |
| F.K. Amkar Perm                 | 2005                 | Giải bóng đá ngoại hạng Nga     | 23           | 2            | 5       | 0         | –        | –         | –       | –         | 28        | 2         |
| F.K. Amkar Perm                 | 2006                 | Giải bóng đá ngoại hạng Nga     | 26           | 0            | 3       | 0         | –        | –         | –       | –         | 29        | 0         |
| F.K. Amkar Perm                 | 2007                 | Giải bóng đá ngoại hạng Nga     | 28           | 4            | 4       | 0         | –        | –         | –       | –         | 32        | 4         |
| F.K. Amkar Perm                 | 2008                 | Giải bóng đá ngoại hạng Nga     | 25           | 1            | 4       | 0         | –        | –         | –       | –         | 29        | 1         |
| F.K. Amkar Perm                 | 2009                 | Giải bóng đá ngoại hạng Nga     | 28           | 3            | 1       | 0         | 2        | 0         | –       | –         | 31        | 3         |
| F.K. Amkar Perm                 | 2010                 | Giải bóng đá ngoại hạng Nga     | 24           | 1            | 1       | 0         | –        | –         | –       | –         | 25        | 1         |
| F.K. Amkar Perm                 | 2011–12              | Giải bóng đá ngoại hạng Nga     | 28           | 2            | 2       | 0         | –        | –         | –       | –         | 30        | 2         |
| F.K. Amkar Perm                 | 2012–13              | Giải bóng đá ngoại hạng Nga     | 15           | 0            | 0       | 0         | –        | –         | –       | –         | 15        | 0         |
| F.K. Amkar Perm                 | 2013–14              | Giải bóng đá ngoại hạng Nga     | 25           | 2            | 1       | 0         | –        | –         | –       | –         | 26        | 2         |
| F.K. Amkar Perm                 | 2014–15              | Giải bóng đá ngoại hạng Nga     | 15           | 0            | 0       | 0         | –        | –         | –       | –         | 15        | 0         |
| F.K. Amkar Perm                 | 2015–16              | Giải bóng đá ngoại hạng Nga     | 18           | 1            | 3       | 0         | –        | –         | –       | –         | 21        | 1         |
| F.K. Dynamo Moskva              | 2016–17              | FNL                             | 24           | 2            | 0       | 0         | –        | –         | –       | –         | 24        | 2         |
| F.K. Dynamo Moskva              | 2017–18              | Giải bóng đá ngoại hạng Nga     | 0            | 0            | 0       | 0         | –        | –         | –       | –         | 0         | 0         |
| F.K. Dynamo Moskva              | Tổng cộng            | Tổng cộng                       | 24           | 2            | 0       | 0         | 0        | 0         | 0       | 0         | 24        | 2         |
| F.K. Amkar Perm                 | 2017–18              | Giải bóng đá ngoại hạng Nga     | 19           | 0            | 2       | 0         | –        | –         | 2       | 0         | 23        | 0         |
| F.K. Amkar Perm                 | Tổng cộng (2 spells) | Tổng cộng (2 spells)            | 274          | 16           | 26      | 0         | 2        | 0         | 2       | 0         | 304       | 16        |
| Tổng cộng sự nghiệp             | Tổng cộng sự nghiệp  | Tổng cộng sự nghiệp             | 368          | 19           | 28      | 0         | 2        | 0         | 2       | 0         | 400       | 19        |